# ベロタクシー

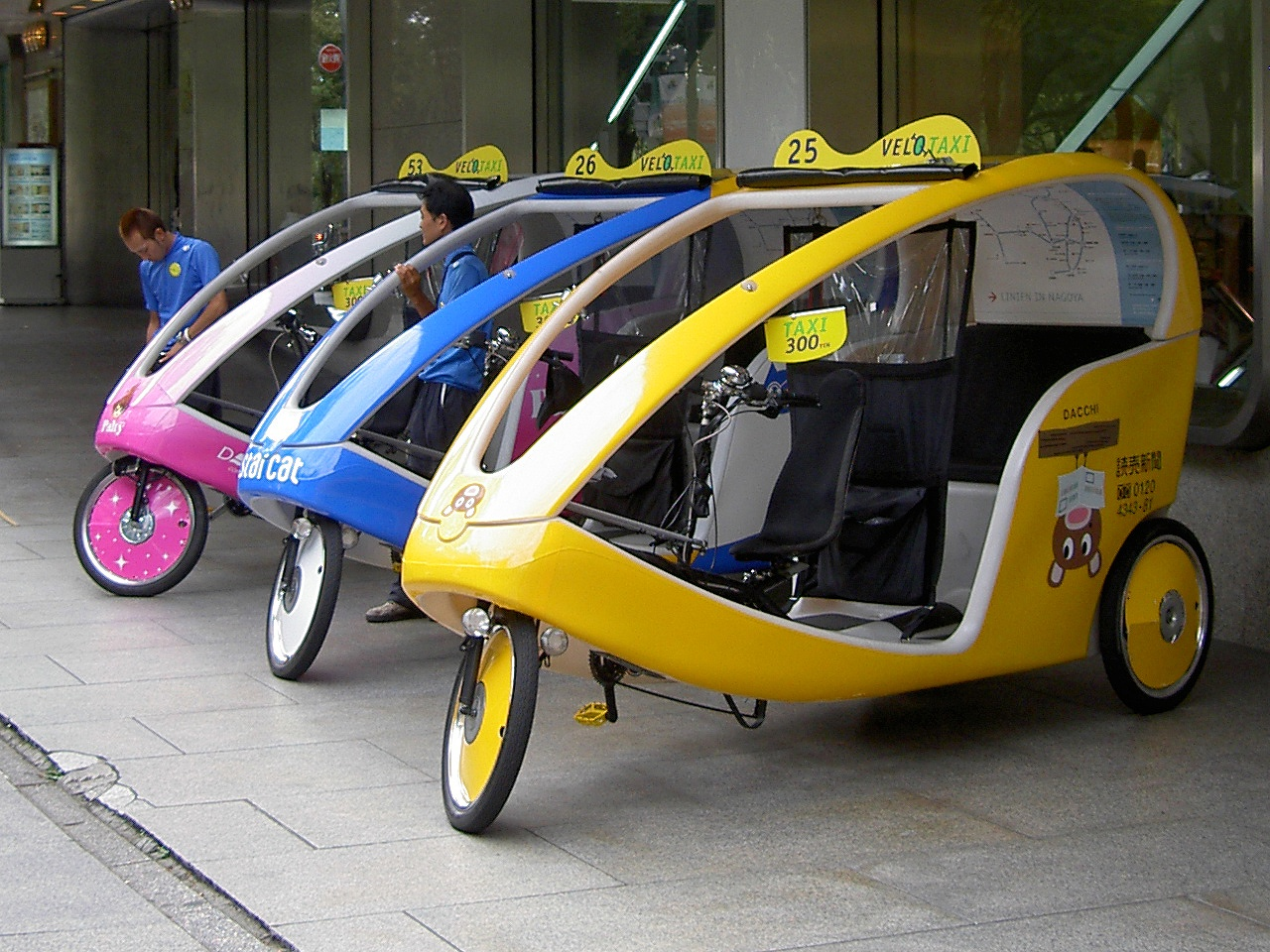
ベロタクシー・シティクルーザー

ベロタクシー（VELOTAXI、ヴェロタクシーとも。 VELO TAXIは誤り）は1997年にドイツで起業したVELOTAXI GmbH Berlinにより開発された高性能な自転車タクシーとその運営システムである。日本においては特定非営利活動法人 ベロタクシージャパンが商標登録しており、管理及びサポートを行っていた。Veloは、ラテン語Velocipediに由来する、自転車の意味を持つ接頭語（ドイツ語Veloziped、フランス語velocipedeなど）である。

## 歴史
- 1997年：ドイツ・ベルリンで開発、運行開始。
- 2000年：ドイツ・ハノーヴァー万国博覧会で運行。
- 2001年：ドイツ・ポツダム花博で運行。
- 2002年：スイス博覧会で運行。
- 2004年：アテネオリンピックで運行。
- 2006年
  - 5月：新車両「シティー・クルーザーII（City Cruiser II）」発表。
  - 6月：FIFAワールドカップドイツ大会で運行。

### 日本における歴史
※括弧内の組織名は運営団体
- 2002年

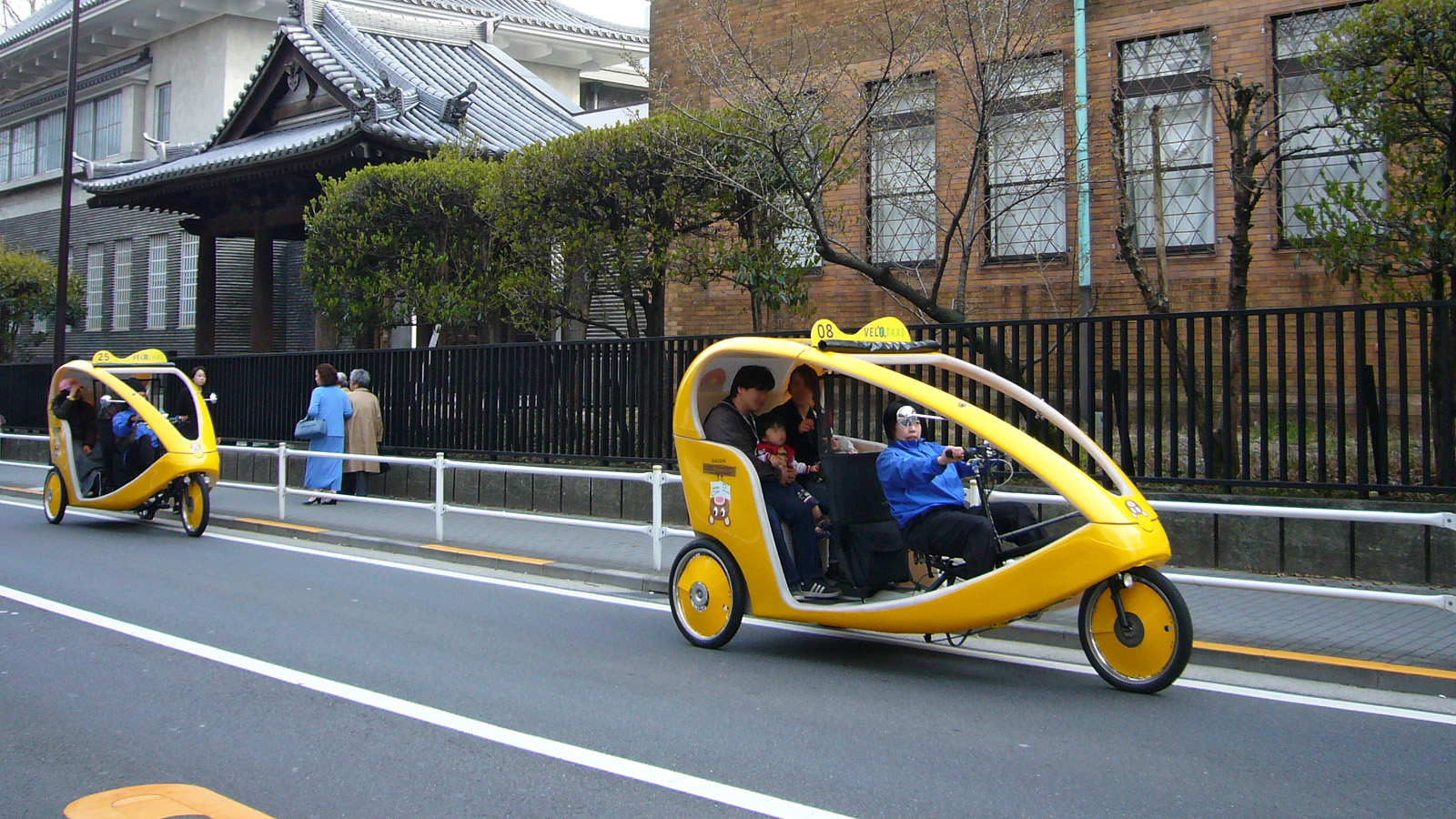
東京都台東区で

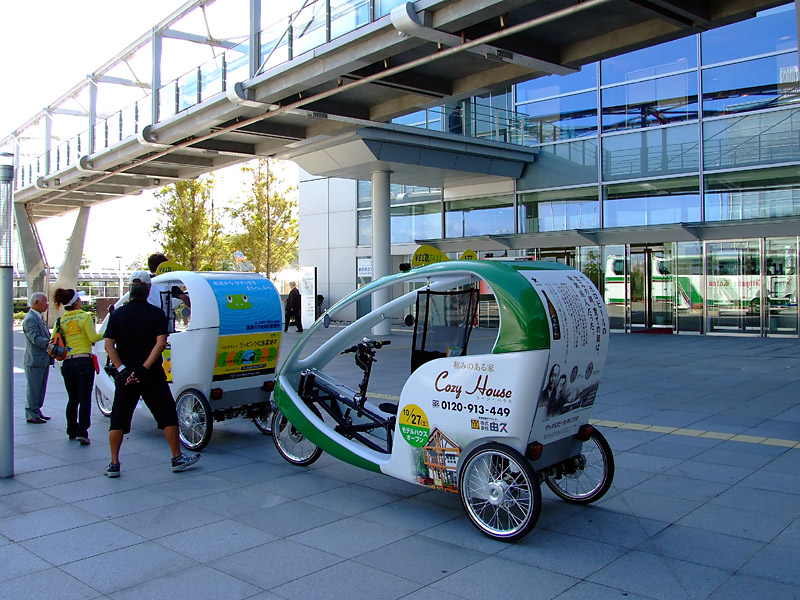
新潟市中央区

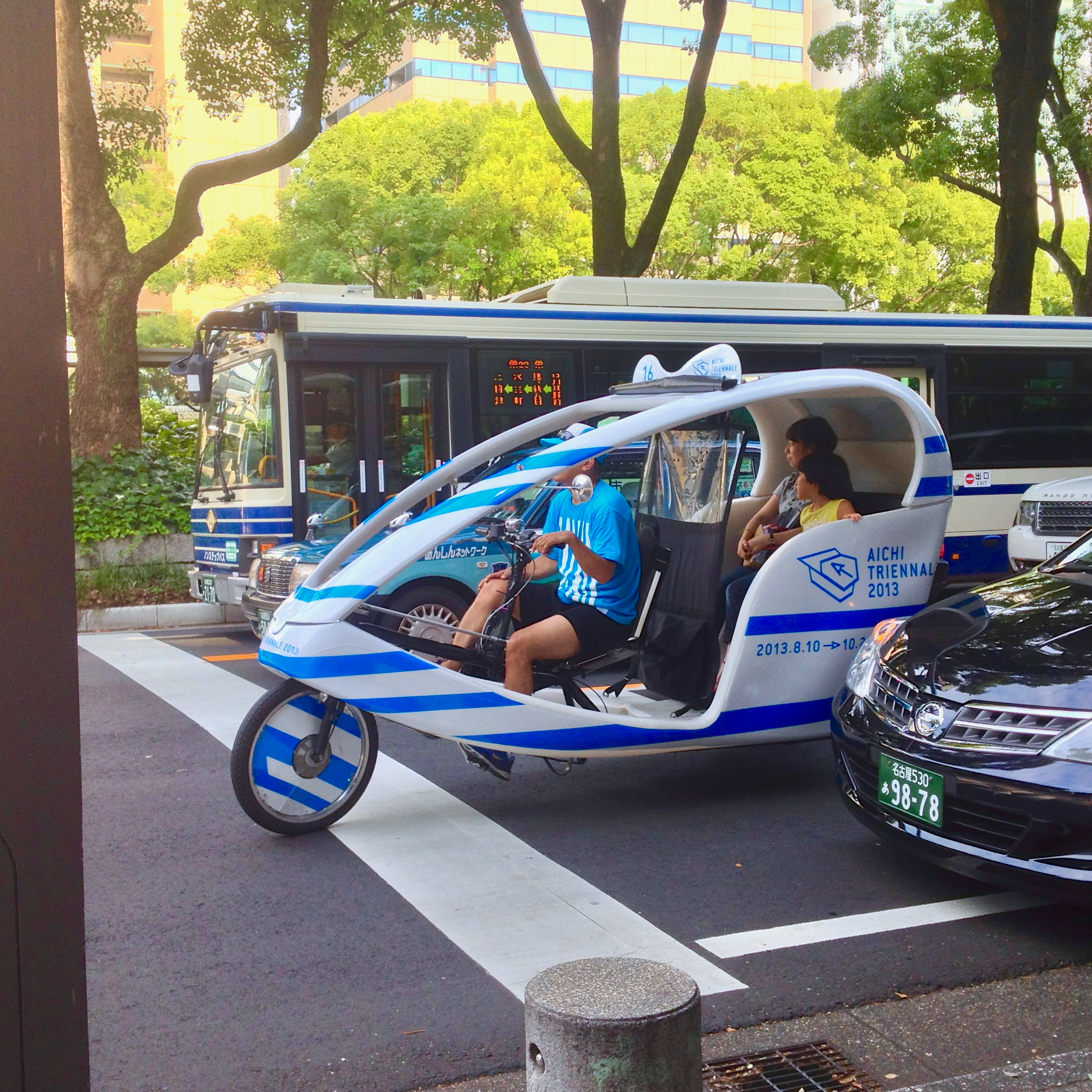
あいちトリエンナーレの自転車タクシーとして

  - 4月 京都市でNPO法人環境共生都市推進協会（後のベロタクシージャパン）が日本最初の運行を開始。
  - 10月：東京で運行を開始（ベロタクシージャパン）
- 2003年
  - 3月：第3回世界水フォーラム（京都）で運行（ベロタクシージャパン）
- 2004年
  - 3月：奈良市で運行を開始（NPO法人環境計画はぐるまねっと）
  - 4月
    - 大阪市で運行を開始（ベロタクシージャパン）
    - 松本市で運行を開始（NPO法人 人にやさしい街づくり推進協会）

  - 5月：那覇市で運行を開始（NPO法人ecomo.i）
  - 7月：広島市で運行を開始（プライマルコンセプト有限会社）
- 2005年
  - 3月：名古屋市で運行を開始（ベロタクシージャパン）
  - 3月 - 9月：愛・地球博会場内で自転車タクシーを運行（ベロタクシージャパン）。全22台中シティークルーザーは2台（9月は全24台中4台・予備車含む）
  - 4月
    - 仙台市で運行を開始（株式会社イート）
    - 喜多方市で運行を開始（NPO法人環境ストレンクス）

  - 7月
    - 倉敷市で運行を開始（NPO法人倉っち）
    - 長崎・伊王島で運行を開始（NPO法人長崎・伊王島活性化を目指す会）
    - 宮崎市で運行を開始（有限会社ハローズ）

  - 10月：神戸市で運行を開始（わんぱく有限会社）
  - 11月：福岡市で運行を開始（NPO法人トータス環境都市教育研究所）
- 2006年
  - 5月：熊本市で運行を開始（NPO法人熊本ホスピタリティネットワーク）
  - 7月 - 8月 松島で期間限定運行（株式会社イート）
- 2007年
  - 3月：横浜市で運行を開始（NPO法人ベイ・ウインド環境ヨコハマ推進協会）
  - 4月：彦根市で運行を開始（NPO法人五環生活）
  - 10月：新潟市で運行を開始（株式会社サイクルシティにいがた）
  - 11月：大分市で運行を開始（大分市観光協会）
- 2008年
  - 1月：立川市で運行開始（NPO法人自転車タクシースマイル）
  - 2月：秋田市で運行開始（わらしべ貯金箱実行委員会）
  - 3月20日 - 4月6日：赤坂サカスグランドオープンと東京ミッドタウン1周年を記念して、両施設間を無料運行
  - 4月：札幌市で運行を開始（NPO法人エコ・モビリティサッポロ）
- 2009年
  - 3月20日 - 5月24日：岡山市にて開催の全国都市緑化フェア（第26回全国都市緑化おかやまフェア おかやま花だより2009 未来へ）の会期中、東区西大寺エリアに設けられたメイン会場にて、メイン会場内周遊の自転車タクシーを運行。メイン会場内での運行車両台数3台（ベロタクシージャパン）。
- 2010年
  - 8月21日 - 10月31日：愛知県にて開催されたあいちトリエンナーレの会期中、会場間アクセスの自転車タクシーとして運行[2]。2013年、2016年も運行された。
- 2011年
  - 8月：葛飾区で運行を開始（NPO法人みらくる ）。社会的引きこもりの青年たちの就労支援、社会復帰訓練として。若者社会参加応援活動（かつしか夢ぷらす）

2010年代以降、各地で運行の終了が相次いだ。運営母体や運行会社の解散、ホームページが閉鎖されたこともあり、ベロタクシージャパンもホームページは残っているが、2018年2月22日に解散した。2023年時点で札幌市などで運行が続いているほか、横浜市などでは株式会社シクロポリタンジャパンとシクロポリタン横浜により、類似の自転車タクシーであるシクロポリタンが運行されている。

## 車両

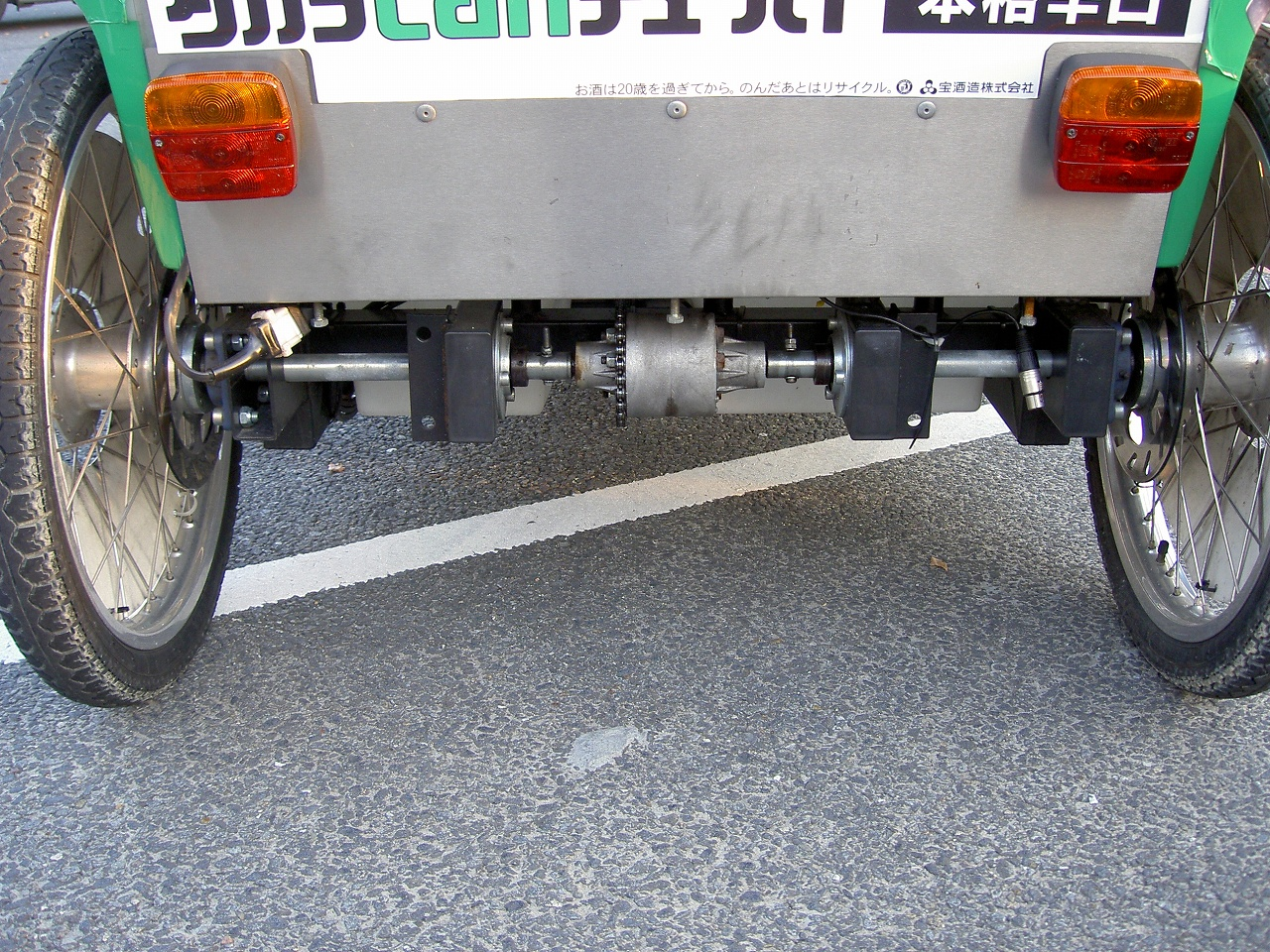
ベロタクシー・リヤアクスル

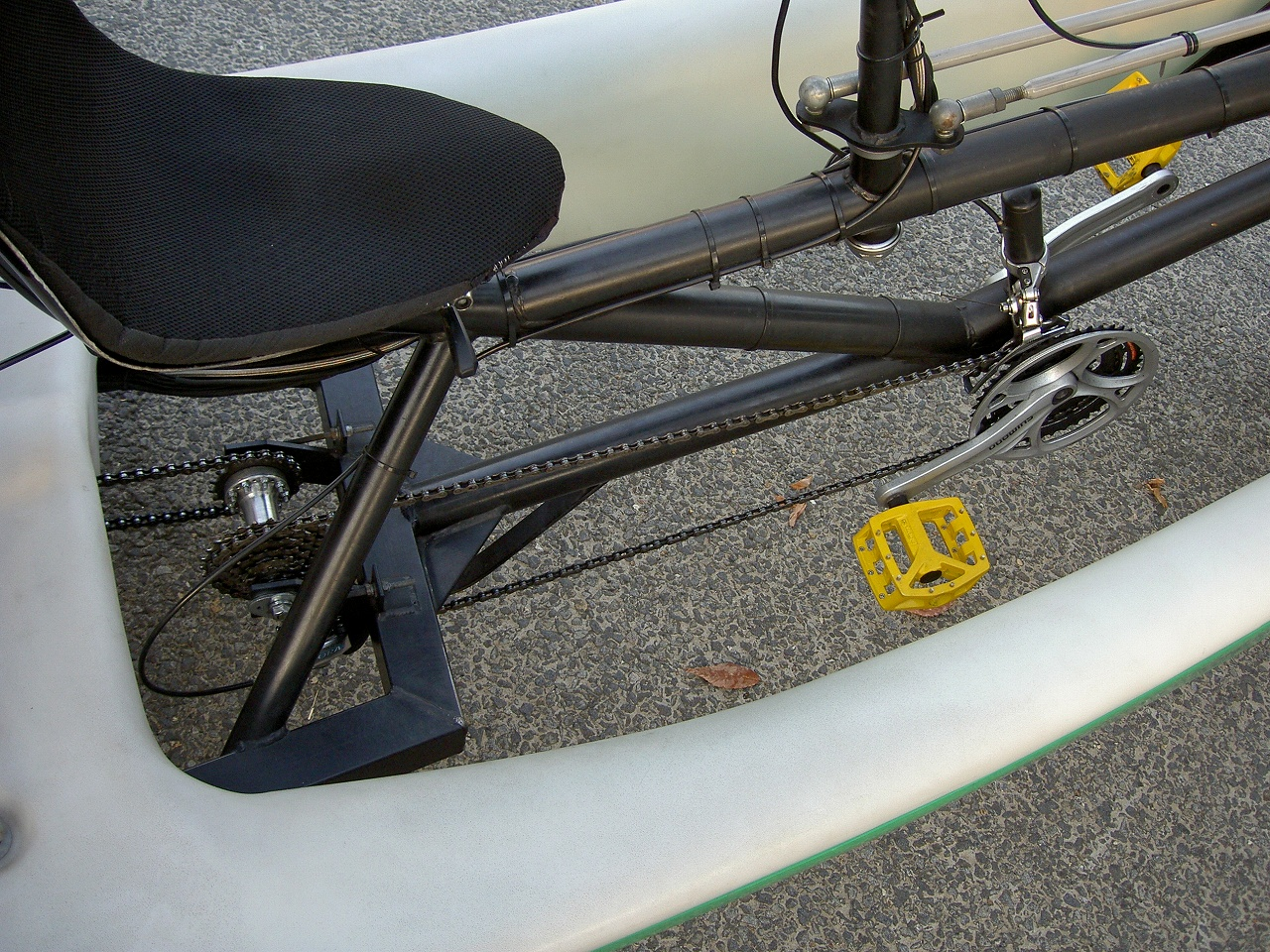
ベロタクシー・駆動系

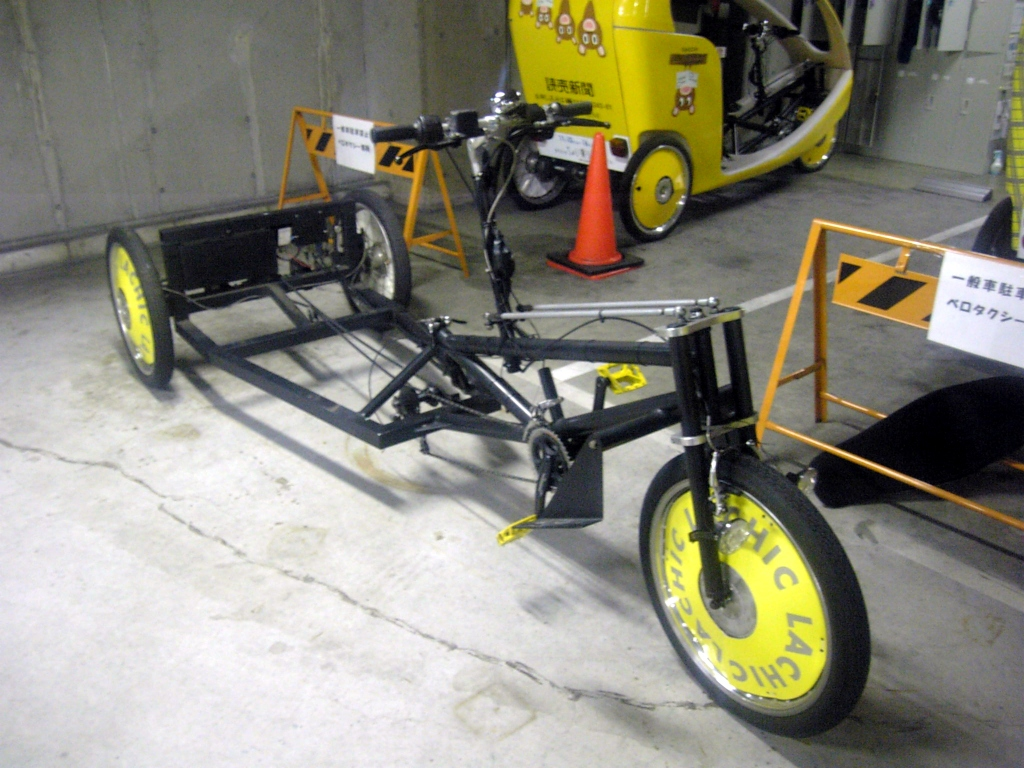
ベロタクシー・シャシーフレーム

ベロタクシーの車両はシティー・クルーザー（City Cruiser）と呼ばれ、先進国の都市交通に適応させるため、また、人と環境により優しい乗り物にするためのさまざまな技術とアイデアが用いられている。
電動アシスト
加速性向上のため、また坂道などでのドライバー負荷軽減のために電動アシストが用いられている。通常、電動アシスト付き自転車はペダルを漕いでいる最中、任意にON・OFFやアシスト力の調整を行えない。しかし、ベロタクシーの電動アシストシステムはペダルを漕いでいる最中に、バイクのスロットルのように右手のグリップを操作することで任意にON・OFFや強弱の調整ができる。そのため、道路状況・乗車人数・体力などに応じて調整しながら6-8時間営業できる。ただし、バッテリーの交換費用が割高で、運賃収入を超過したという指摘がある。
油圧式ディスクブレーキ
定員乗車時で300kg以上になるシティー・クルーザーを確実に減速・停止させるため、リア左右にブレンボ社製の油圧式ディスクブレーキを備えている。このためドライバーは軽い操作で安全に減速・停止することができ、乗客の安心感を高めている。ちなみにフロントブレーキは自転車用のワイヤ式Vブレーキであり、パーキングブレーキを兼ねている。
変速システム・駆動系
クランクからリヤアクスルまではチェーン駆動となっており、フロント3段・リヤ7段の自転車用外装変速システムが装備されている。フロントはレバー式、リヤはグリップシフターで変速する。適切なギヤを選択することにより、電動アシストを常に用いなくても、ドライバーの負荷を最小限にして走行できる。リヤアクスルにはデファレンシャルギヤが内蔵され、カーブをスムーズに曲がることができる。
ボディ構造
特徴的な卵形のボディは走行時の空気抵抗を軽減する形状となっているほか、万が一自動車などと接触した場合にも乗員を保護できるよう、客席一体型の柔軟なボディが頑強なスチール製のシャシーフレームに載せられ、しっかりと固定されている。ボディの素材は軽量なポリエチレンの中空構造で、スチール製のフレームと共に100%のリサイクルが可能で、廃車時の環境負荷を少なくするように考慮されている。
灯火類
都市の交通に対応できるよう、ブレーキランプとウィンカーが装備されている。ただし、ウィンカーにハザードランプの機能は装備されていない。夕方にはテールランプとヘッドライトを点灯して走行する姿を見ることができる。
- 2006年5月ドイツ・ベルリンで開かれたDESIGNMAI 2006において、初のフルモデルチェンジ車両「シティー・クルーザーII（City Cruiser II）」が発表された。

## ベロタクシーの運営
広告業として
ベロタクシーの運営は主にボディに張られたラッピング広告の収益によって行われている。それ故ベロタクシーは広告業としての一面が強く、この基盤がしっかりしていなければ運営は難しい。そのため元々広告業を営む会社が、都心部の新たな広告媒体として運営を始めるケースもある。どんな形態の組織か、何を前面に出しているかにかかわらず、ベロタクシー運営の柱となる極めて重要な要素であることは否めない。
運輸業として
上記のように運営は主にラッピング広告の収益によって行われる。このことは運賃を比較的低い価格に抑え、乗りやすい乗り物とすることに役立っている。また、運行は基本的にドライバーに委ねられており、各自が決められたエリアの中で人の集まる場所へと赴いて行く。車両の特性上、雨天時には運休することもある。それぞれ地元の運営組織が特色を生かし、都市の交通を補完する役割を果たすと同時に、観光ルートのツアーやまちおこしを前面に出し「まちづくりNPO」として活動している組織も多い。
環境保護活動として
ベロタクシーが都市を走行することは、環境に対する啓発活動としての一面を持ち合わせている。こうした環境に優しいイメージや、環境保護活動としての趣旨に賛同してスポンサーとなる企業も少なくない。この点に重きを置き、「環境NPO」として運営を行っているケースもある。

## ドライバー
ベロタクシーのドライバーは立場はさまざまではあるが、主に20代の男性ドライバーが多い傾向にある。都市によって差はあるが、運賃の100%をドライバーの収入としている都市も多い。安定的な収入が得られるとは言い難いが、それ以上の魅力を感じて働いているドライバーも少なくない。車両は法律上軽車両のため誰でも運転する事が出来る。ただし、客を乗せた営業走行の場合、安全面からドライバーには普通免許もしくは二輪免許の所持が必須要件として求められている。面接での判断後に運転の技術や交通マナー、基本的なサービスについての研修を受け、合格者のみが運行に就くこととなる。また、他の乗り物に比べてドライバーと乗客の「距離」が近いことも特徴であり、特に接客サービスや街のガイドとしての手腕が求められる。

## ベロタクシーと日本の法令
道路交通法
ベロタクシーの車両は道路交通法上は自転車、つまり軽車両にあたり、運行時には道路の左側端を走行することになる。また、交差点で右折する際は二段階右折を行う。
多くの一方通行においては補助標識に「自転車を除く」などと示されているが、規制標識における自転車とは道路交通法における普通自転車の事であり、幼児用座席を除く運転者席以外の乗車装置を備えているベロタクシー車両はその基準外であるため、一方通行路の逆進通行は禁じられている。
道路交通法施行細則
道路交通法第2条第1項第11号の2に基づく道路交通法施行細則第1条の3の規定により、電動アシスト自転車の法的基準が決められている。日本で走行するベロタクシー車両はすべてこの基準に適合するようにセッティングされている。
都道府県公安委員会規則
道路交通法第57条第2項は、「公安委員会は、道路における危険を防止し、その他交通の安全を図るため必要があると認めるときは、軽車両の乗車人員又は積載重量等の制限について定めることができる。」と規定しており、これに基づき都道府県公安委員会によって定められる都道府県公安委員会規則により、ベロタクシーの運行が阻まれている地区も少なくない。問題になってくるのは「自転車の乗車人員」に関連した項目で、「自転車」や「二輪又は三輪の自転車」においては運転者以外の乗車（小児を除く）の例外や特例を認めていない県が多く、その場合は人を乗せて走行をすることができない（運転者のみの走行は可）。粘り強い交渉により改正された都道府県（京都府、長野県、愛知県、福島県、神奈川県、滋賀県、千葉県、三重県））もあるが、「交通渋滞を引き起こす」「事故が起きる」などの運行に対する先入観から公安委員会の理解を得られないケースも多い。
また認められている都道府県においても「他人の需要に応じ、有償で、自転車を使用して旅客を運送する事業の業務に関し、当該業務に従事する者が、一人又は二人の者をその乗車装置に応じて乗車させているとき。」と有償事業でしか使用を認めていないのが殆んどである。
- 京都府では京都府道路交通規則第9条及びこれに基づく2輪又は3輪の自転車による軽車両等運送事業に関する道路の指定（京都府公安委員会告示第71号）の規定により、ベロタクシーの運行許可地域が限定されていたが、平成19年3月23日公安委員会規則第6号による改正の施行に伴い2007年4月1日から制限が解除され、府内全域で運行が可能になった。
- 公安委員会規則によって一般道でベロタクシーへの運転者以外の乗車ができない県
  - 岩手県、山形県、栃木県、茨城県、埼玉県、山梨県、富山県、島根県、山口県、香川県、高知県、佐賀県
  - 栃木県は指定された道路、佐賀県は交通が頻繁でない道路を一人に限り可

道路運送車両法
道路運送車両法においてベロタクシーが関係するのは、定義を除けば第45条の軽車両は、国土交通省令で定める保安上の技術基準に適合するものでなければ、運行の用に供してはならないの項目のみである。第45条に基づく省令である道路運送車両の保安基準第68条から第73条の規定により車両の大きさ、タイヤの接地圧、制動装置、座席の寸法、警音器の装備などの基準が定められている。車両の登録、法定検査（車検）については求められていない。ベロタクシー車両はすべてこの基準に適合している。
なお、道路運送法（タクシー事業、バス事業等の運営に関する法律）は軽車両を用いた事業については適用外である。

## 自主的な規制項目
運転免許
ベロタクシーは自転車であるので法律上は誰でも運転することができる。しかし、営業の為、車道を乗客を乗せて走る場合、安全面からドライバーは普通自動車運転免許証もしくは自動二輪免許の所持が条件となっている。また、道路交通法の遵守が必須要件となっている。
車両管理
前述の通り軽車両には車両登録、法定検査については求められていない。しかし乗客を乗せて走行するという性質上、自主的に車両ナンバーによる管理と定められた点検を行い、信頼性を確保している。

## 日本のベロタクシー営業地区
- 札幌市

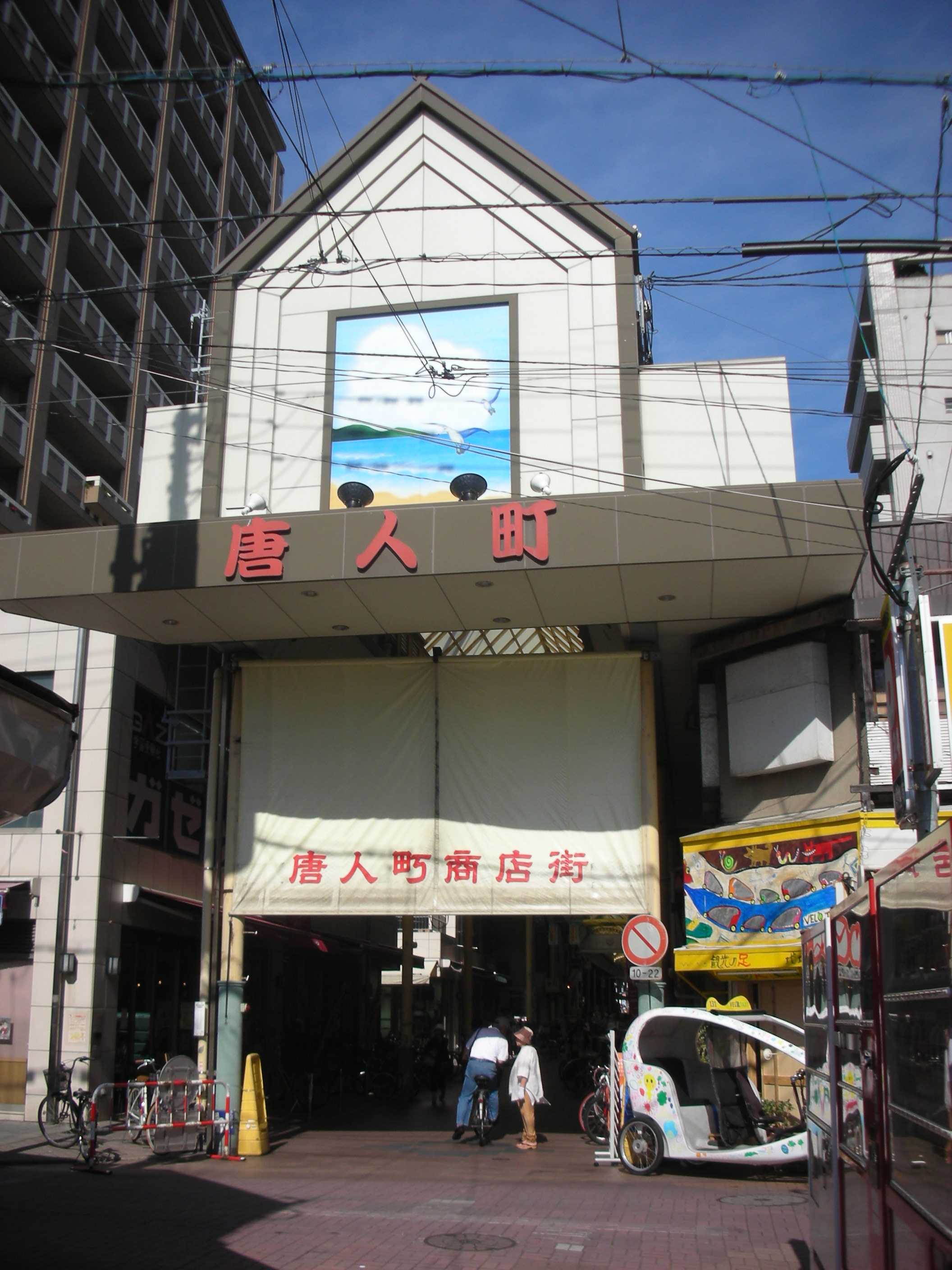
福岡市で運行されていたベロタクシー（右下、2009年5月14日）

  - 札幌駅周辺で4月上旬から11月までの日中に運行[15]。2023年現在も営業している[4]。
- 函館市
  - 2008年から4-11月の間に運行を開始した[16]が、2009年に運行を停止した。
- 平泉町
  - 2013年に運行を休止した。
- 秋田市
  - 2009年に1台で運行を開始した。結婚式や買物代行などのサービスも行っていた[17]。既に運行を終了しており、ベロタクシーは個人（後に秋田市議会議員を経て、秋田県議会議員）の手に渡り、2019年にイベントで乗客を乗せて運行したことがある[18]。
- 仙台市
  - 仙台市都心部および周辺観光地、松島町で運行していた。2019年7月時点で運行を終了している[19]。
- 新潟市
  - 2010年頃に運行していた[20]。2023年から別の団体が運行を開始したが、シェアサイクルのバッテリー交換とラッピング広告のための営業である[21]。
- 喜多方市
- 東京都
  - 港区、渋谷区、千代田区、中央区
  - 2011年にNPO法人SMILEが運行を始めたが、2018年に設立認証が取り消された[22]。
  - 葛飾区 - 2011年8月からNPO法人みらくるが運行していたが、2013年からはシクロポリタン（シクロ）に入れ替わった。2023年時点でもシクロポリタンを運行している[23]。
  - 大田区 - 国道1号線沿い（池上）に在る大型パチンコ店『アロー』池上店が運営しているが、営利目的ではなく、顧客送迎目的としての運用である。
- 横浜市
  - みなとみらい・赤レンガ倉庫の周辺地域。ベロタクシーの運行は既に終了しており、運営団体であるNPO法人ベイ・ウインド環境ヨコハマ推進協会も2014年12月に認証の取消しを受けている[24]。なお、2020年以降はシクロポリタンが運行されている[5]。
- 松本市
  - 2004年4月から運行を開始したが、2009年11月で運行を終了した。
- 静岡市
  - 葵区中心市街地で運行していたが、試験的な運行だった為、すでに終了している。運営母体だった株式会社岩河が運行を行っていた、ベロタクシー静岡も既に業務を終了し、ホームページも閉鎖されている。
- 敦賀市
  - 愛・地球博の会場で用いられていたシティー・クルーザーを無償提供されたことで、市中心部で運行されていた。元敦賀市議会議員の1人は、当時の西川一誠県知事に押し付けられた敦賀市が、高コストでの運行を強いられたと批判している[6]。
- 名古屋市
  - 栄・大須・名古屋駅・名古屋城を含む市中心部を運行していた。2023年時点でホームページが消滅しており、ブログも2011年以降更新されていない[25]。
- 彦根市
  - NPO法人五環生活がベロタクシージャパンと提携して運行していたが、2011年8月に提携を解消し運行を終了した。運行終了後は、独自の自転車タクシーを運行している[26]。
- 京都市
  - 2002年から烏丸通、四条通、寺町通、御池通に囲まれた地区で運行していたが、京都府道路交通規則の改正に伴い、2007年4月1日から基本運行区域を新風館を中心にした半径約3km圏に拡大した。2016年3月の新風館の閉館[27]までに運行を停止し、運行していたSlow "Mobility" Life Projectのサイトも同年以降更新されていない[28]。
- 奈良市
- 大阪市
  - 運行していたベロタクシーオオサカのFacebookは、2019年11月を最後に更新されていない[29]。
- 神戸市
- 大田市
  - 世界遺産石見銀山地区で運行されていたが、2020年3月に営業を終了した[30]。
- 広島市
  - 広島市街・宮島
- 宇和島市
  - 2012年に設立認証されたNPO法人宇和島環境経済創造機構が運行していた。宇和島環境経済創造機構は存続はしている[31]が、2018年度に活動しなかったという事業報告書を提出[32]して以降の活動実績が無い。
- 福岡市
  - 2005年11月から運行をはじめ、天神と大濠公園を中心に、シーサイドももち（早良区）から博多駅（博多区）まで営業していた[33]。2010年代前半に営業を休止し、営業会社のYoutubeチャンネルは2012年以降[34]、ブログは2013年10月以降更新されていない[35]。また、運営していたトータス環境都市教育研究所の認可も2015年に取り消されている[36]。
- 中津市
  - 山国川の青の洞門で2004年に試験運行された[37]。
- 長崎市
  - 長崎さるく博に合わせて、長崎市街で2006年5月から10月まで運行した[38]。
- 熊本市
- 宮崎市
- 那覇市
  - 2005年から国際通り周辺地域で運行し、一時は小浜島でも運行していた。運行したベロタクシー沖縄のブログは、2012年6月以降更新されていない。

※イベントなどでこれ以外の地域で運行や展示が行われる場合もある。